# Ordre royal de Saint-Sava
L’ordre royal de Saint-Sava (serbe : Орден Светог Саве) est une décoration serbe instaurée le 23 janvier 1883 par Milan Ier de Serbie en l’honneur de saint Sava, pour les sciences et les arts. Il est alors divisé en cinq classes : grand-croix, grand officier, commandeur, officier et chevalier. Cependant, au cours de la Première Guerre mondiale, le roi Pierre Ier l’attribua également à titre militaire.

## Description
Croix, portant en son centre le portrait de saint Sava, premier archevêque de l’Église serbe. On peut lire autour du portrait une inscription en caractères cyrilliques anciens : « Par son labeur surmonte tout ». Le portrait de saint Sava connut diverses variantes, notamment la couleur du manteau. Au revers, se trouvaient à l'origine les initiales « MI », ceintes d'une couronne de laurier bleu. Dès 1904, le roi Pierre Ier y substitua la date « 1883 ».
Lors de son instauration, la décoration était fabriquée à Vienne par les orfèvres Scheid et Fismeister. De 1915 à 1921, c’est Arthus-Bertrand qui reprend la fabrication. Enfin, de 1921 à 1941, c'est l’orfèvre suisse Huguenin frères qui en assure la réalisation.

## Autres ordres de Saint-Sava
Depuis 1945, la plus haute distinction décernée par l'Église orthodoxe serbe est appelée « ordre de Saint-Sava ». D'autre part, le « Loyal Order of St. Sava » est une association d'entraide sociale fondée par les membres de la diaspora serbe de Milwaukee, dans le Wisconsin.

## Quelques récipiendaires
- Émile Baratte, médecin général français, commandeur.
- Albert Besson, médecin et hygiéniste français, commandeur.
- Novak Djokovic, joueur de tennis serbe.
- Augustin Dubail, général français, grand chancelier de la Légion d'honneur.
- Frédéric Ferrière, médecin suisse.
- Ernest Fourneau, chimiste et pharmacologue français.
- Pierre-Eugène Fournier, haut fonctionnaire et administrateur français.
- Louis Franchet d'Espèrey, maréchal de France.
- Jean Baptiste Théodore Marie Botrel, chansonnier (1868-1925).
- Victor Pauchet (1869-1936) chirurgien et écrivain, grand-officier.
- Général Pierre Marie Gallois, officier général de l'armée de l'air française.
- Jacques Hogard, officier supérieur parachutiste français.
- Elsie Inglis, médecin et suffragette écossaise[1].
- Mór Jókai, écrivain hongrois.
- Auguste Lumière, industriel et biologiste français.
- Nikola Tesla, ingénieur et inventeur serbe.
- Henry Normand, médecin-chef à l'hôpital serbe de Sidi Fathallat à Tunis en 1916
- Victor Thuau (1847-1937) industriel et philanthrope, grand-officier.

## Source
- Thomas Foran de Saint-Bar, Ordres et décorations au royaume de Yougoslavie, éditions Christian, Paris, 2004  (ISBN 978-2-86496-096-6).